# 尼克·贝弗里奇
尼克·贝弗里奇（英語：Nic Beveridge，1986年7月14日—），澳大利亚男子铁人三项运动员。他曾代表澳大利亚参加2018年英联邦运动会铁人三项比赛，获得一枚银牌。他也曾参加2016年和2020年夏季残奥会。